# 關野貞
關野貞（日语：／ Sekino Tadashi，1868年1月9日—1935年7月29日），日本建築史家、美術史與考古學者。東京帝國大學名譽教授。因致力於文化遺產的保存而為人所知。

## 生平
關野貞生於高田藩士家，是家中次子。經舊制第一高等學校升入大學，並在1895年畢業於東京帝國大學工部大學造家學科（建築學科）。畢業論文是平等院之研究。曾參與由辰野金吾主持修建的日本銀行之工事。在古社寺保存法被立案的1896年，關野貞在伊東忠太的推薦下成為了日本內務省技師、奈良縣技師，並參與調查奈良的古建築，判定其建築年代。1899年，關野貞經考古發現了平城宮遺址。1912年，關野貞通過實地調查研究，确定了古代基肆城的所在地。1917年經考古發現了屋嶋城遺址。1922年，平城宮址被指定為國家史蹟。其在調查研究中所採用的關於技術、遺跡、遺物方面的樣式論，給之後的日本考古學留下了很大的影響。
1901年為東大副教授，1910年轉為教授。其間，進行平城宮址的研究，於1908年被授予工程學博士。關野貞的建築史講義，確立了“日本建築史”。他曾擔任國寶保存委員會委員、文部省國寶鑒定官等職務，致力於日本建築的保存事業。

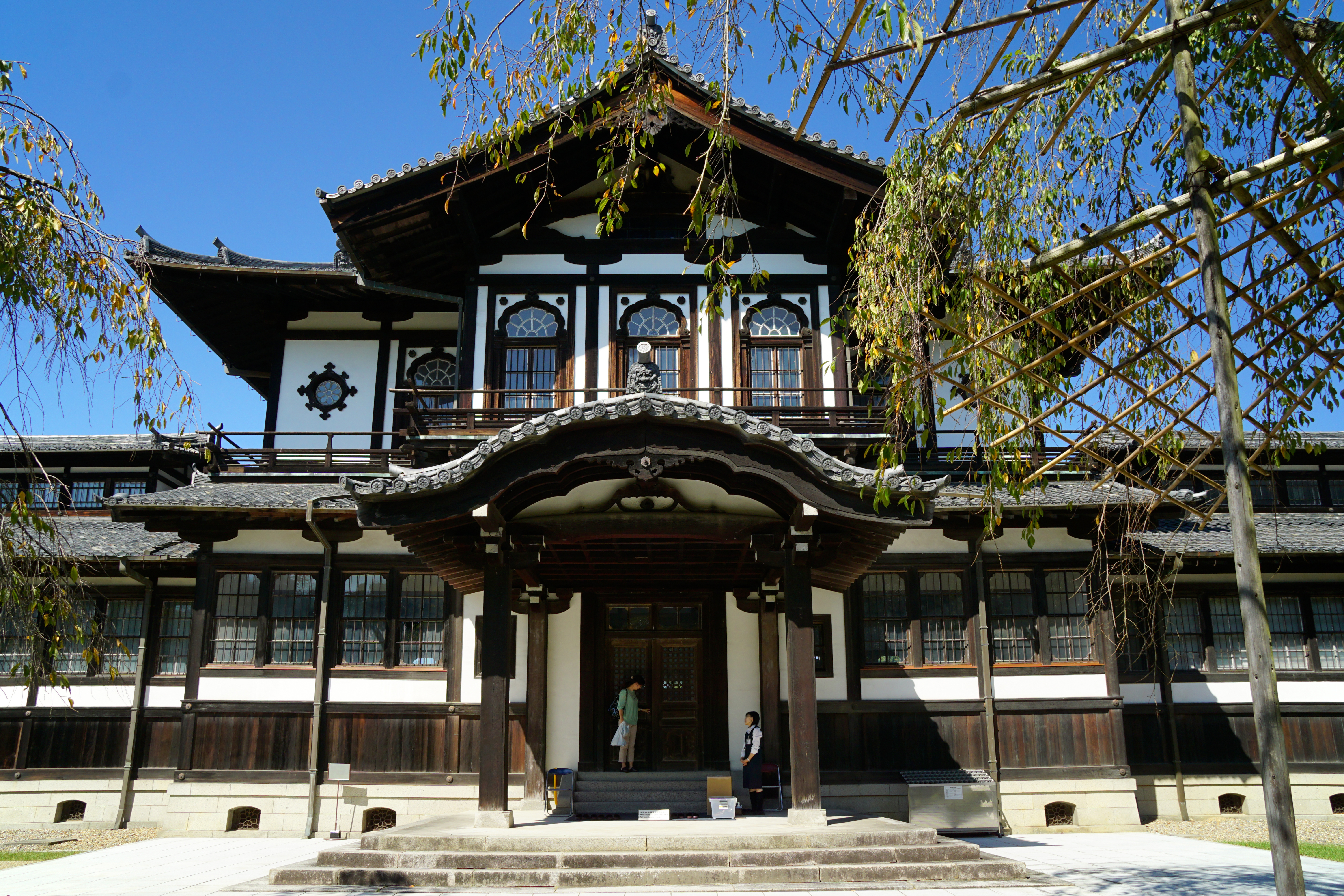
奈良國立博物館佛教美術資料研究中心

1910年因為受到朝鮮總督府的委託，屢次進行朝鮮半島和中國的古建築調查，並致力於古建築保護。1917年，關野貞以《朝鮮古蹟圖譜》，從法蘭西學會獲得儒蓮獎。
1906年被派遣到中國，著手於中國建築的研究。1920年，關野貞在中國拍攝下被國民軍石友三燒毀前的少林寺。1929年在東方文化學院東京研究所，研究中國歴代帝王陵墓、遼金時代的建築及其佛像。

## 著作
| 名称                         | 出版年份        | 出版社               | 備註                       |
| ---------------------------- | --------------- | -------------------- | -------------------------- |
| 韓國建築調查報告             | 1906年          | 東京帝國大學工科大學 |                            |
| 平城京及大内裏考             | 1907年          | 東京帝國大學工科大學 |                            |
| 位於支那山東省之漢代墳墓表飾 | 1916年          | 東京帝國大學         |                            |
| 朝鮮古跡圖譜                 | 1916年 - 1935年 | 朝鮮總督府           | 全15冊                     |
| 支那佛教史蹟                 | 1925年 - 1929年 | 佛教史蹟研究会       | 共同作者：常盤大定         |
| 樂浪郡時代之遺跡             | 1926年          | 朝鮮總督府           |                            |
| 瓦                           | 1928年          | 雄山閣               |                            |
| 高句麗時代之遺跡             | 1928年-1929年   | 朝鮮總督府           |                            |
| 支那建築                     | 1929年 - 1932年 | 建築学会             | 共同作者：塚本靖、伊東忠太 |
| 朝鮮美術史                   | 1932年          | 朝鮮史学会           |                            |
| 支那工藝圖鑒                 | 1933年          | 帝國工藝会           |                            |
| 熱河                         | 1934年          | 座右宝刊行会         |                            |
| 支那文化史蹟                 | 1939年 - 1941年 | 法藏館               | 共同作者：常盤大定 全12冊  |
| 日本之建築與藝術 上・下      | 1940年          | 岩波書店             |                            |

- 《朝鮮古跡圖譜》・《韓國建築調査報告》（這些資料對於現在韓國文化遺產的保存、修復和復原非常重要。）

## 建築作品
| 名称                                                    | 建成年份 | 所在地       | 現況       | 備註                 |
| ------------------------------------------------------- | -------- | ------------ | ---------- | -------------------- |
| 日本生命保險株式會社大阪本社                            | 1902年   | 大阪市中央区 | 現已不存在 | 辰野金吾・片岡安監修 |
| 舊奈良縣物產陳列所 (現・奈良國立博物館美術資料研究中心) | 1902年   | 奈良縣奈良市 | 重要文化財 |                      |

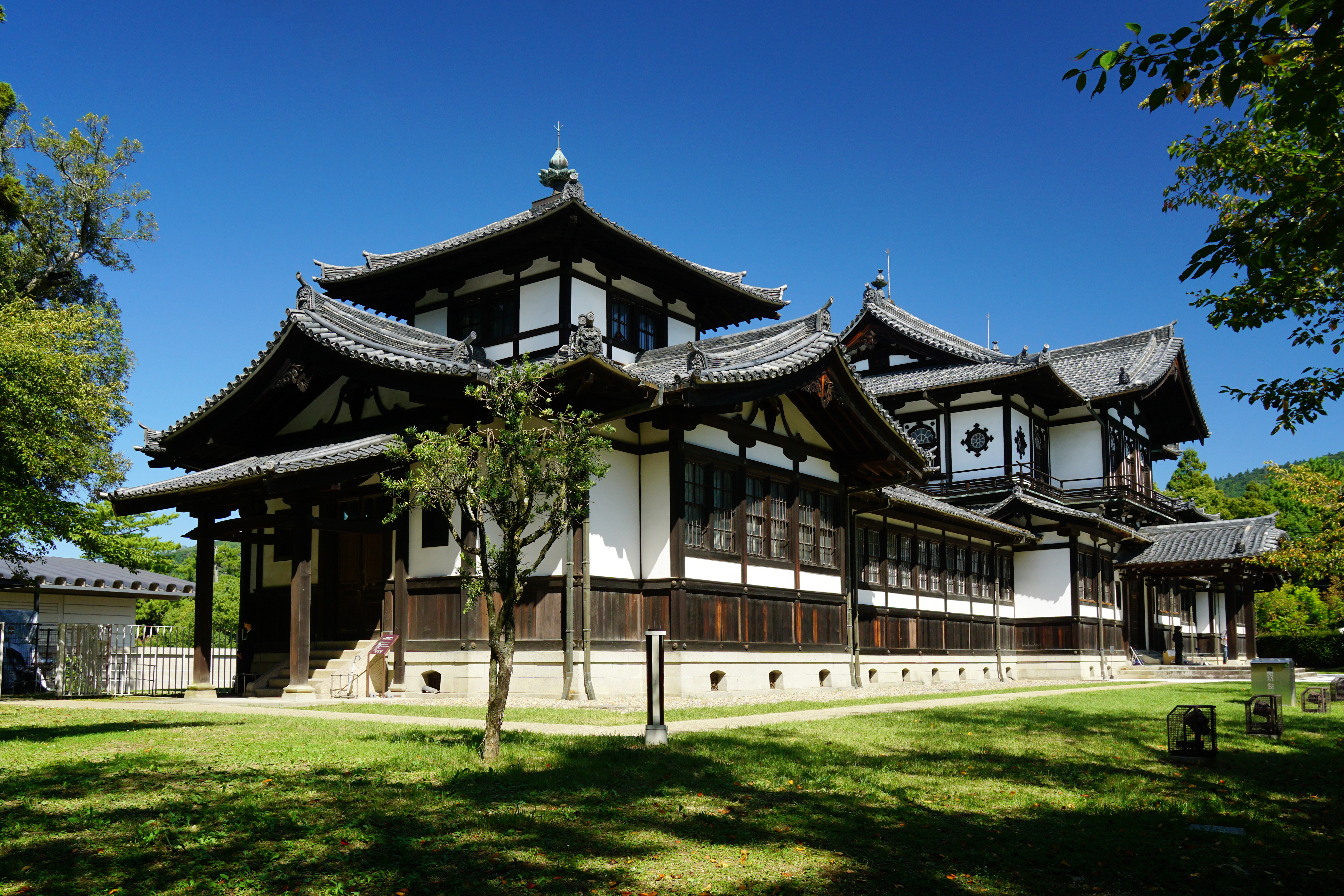
舊奈良縣物產陳列所

## 逸聞
- 出於重視建築樣式史的立場，而主張法隆寺非再建論、進行論爭[2][13]。
- 建築的作品雖然很少，但在奈良公園內有舊奈良縣物產陳列所（1902年竣工，現奈良國立博物館佛教美術資料研究中心），被指定為重要文化遺產。
- 兒子關野克是建築史家，關野雄為考古學者[11]。

## 相關書籍
- 藤井惠介・早乙女雅博・角田真弓・西秋良宏 編 《関野貞アジア踏査》、東京大学綜合研究博物館、2005年。ISBN 978-4-13-020220-6
- 關野貞研究会 編 《関野貞日記》、中央公論美術出版、2009年。ISBN 978-4-8055-0586-1